# 스가이 다쿠야
스가이 다쿠야(일본어: 菅井 拓也, 1991년 8월 2일~)는 일본의 축구 선수이다.

## 구단 경력
그는 2014년 일본 풋볼 리그의 반라우레 하치노헤에 입단했고, 3년동안 팀에서 뛰었다. 2017년 J3리그의 아술 클라로 누마즈로 이적했다.